# Décembre 1983

## Événements
- Euromissiles : mise en place en Italie, en Grande-Bretagne et en RFA de 48 Pershing II et de 64 missiles de croisière américains pour rééquilibrer les forces en Europe.

- 8 décembre : suspension par les soviétiques des négociations START à Genève.
- 15 décembre : retrait des pays du pacte de Varsovie des négociations MBFR de Vienne.
- 17 décembre : 
  - Attentat de l'IRA provisoire à Harrods (Londres).
  - L'incendie de la discothèque Alcalá 20 à Madrid fait 81 morts.
- 21 décembre : attaque contre des soldats français de la FINUL au Liban Sud. Bilan : 10 morts, dont un soldat français, et 110 blessés.
- 31 décembre : le général Buhari renverse Shehu Shagari au Nigeria.

## Naissances
- 1er décembre : Hil Hernández, mannequin chilienne.
- 2 décembre : Daniela Ruah, actrice américaine.
- 5 décembre : Samantha Lewthwaite, Terroriste islamiste britannique.
- 8 décembre : Neel Jani, pilote automobile suisse.
- 9 décembre : Abdelâli Messaï, footballeur algérien.
- 12 décembre : Caroline Dusseault, chorégraphe québécoise
- 15 décembre : Flora Manciet, nageuse française en sauvetage sportif.
- 20 décembre : Lucy Pinder, modèle britannique.
- 21 décembre : Steven Yeun, acteur américano-sud-coréen.
- 31 décembre : Simon Astier, acteur français.

## Décès
- 5 décembre : Robert Aldrich, producteur et réalisateur américain.
- 8 décembre : Keith Holyoake, Premier ministre de Nouvelle-Zélande en 1957, puis de 1960 à 1972 (° 11 février 1904).
- 25 décembre : Joan Miró, peintre  et céramiste espagnol (° 20 avril 1893).
- 26 décembre : Stéphane Errard, spéléologue français (° 31 octobre 1907).